# 薩爾滸之戰
薩爾滸之戰是西元1619年明朝與女真族的後金政權在萨尔浒（穆麟德轉寫：sarhū；山名，位于今遼寧省撫順市東部渾河中上游大夥房水庫東南岸）發生的一场大战，明軍大敗於金军，从而改变了辽东的战略格局。

## 起因
萬曆四十四年（1616年），建州左衛努爾哈赤叛明自立金國，史稱後金（清朝前身），於明萬曆四十六年、後金天命三年（1618年）正月攻擊明軍，並以“七大恨”歷數明朝對建州女真族的七大罪狀，誓師向明朝宣戰。之後便出兵偷襲遼東各堡，連陷撫順、東州、馬根單堡、撫安堡等地，東州守將李弘祖戰死，馬根丹堡守備李大成被俘。撫順游擊李永芳與五百守軍乞降於後金，范文程亦投降後金，撫順守備王命印、把總王學道、唐鑰順等戰死。明朝遼東巡撫李維翰急命廣寧總兵張承胤、遼陽副總兵顧廷相、海州參將蒲世芳、游擊梁汝貴率兵1萬馳援，卻遭後金軍反擊而全滅。七月，後金軍攻入鴉鶻關（今遼寧省新賓滿族自治縣葦子峪鎮），越過遼東邊牆攻占清河堡（今辽宁本溪），清河副总兵鄒儲賢、游擊張旂、守備张雲程戰死。此役後金掳掠人畜三十万，获马九千匹、甲七千副。史稱撫清之戰，終於驚動明朝廷。

## 戰前準備
遼東丧城失地，明朝建立二百多年的辽东防御系統面临崩溃危機。於是明朝決定發動短期而大规模的攻擊，企圖一次將后金徹底消滅。万历四十六年十二月（1618年），在广宁设立辽东饷司，任命原辽东巡抚楊鎬为遼東經略，以御史陈王庭巡按辽东兼监军事，與蓟辽总督汪可受、巡抚周永春及以名將李成梁的次子李如柏为辽东总兵官、谕令被勒令回鄉的舊将杜松及已告老還鄉的刘綎等眾將官“星驰出关，以备调遣”，共同商議出征之事。此时明朝辽东全镇兵力約6万，除去各處城堡驿站佈防的守军，能出征的僅有约2万余人，又因屢次遭後金打敗，以致军心靡溃，几成惊弓之鸟。故明朝从全国各防区如福建、江西、浙江、四川、山东、山西、陕西、甘肃、南京等地抽調部隊援辽，調集旅顺等地舟师，与镇江（今辽宁丹东）、宽甸的部隊合流，并咨文朝鲜、葉赫合力征讨。此役明朝共调遣一帅、七总兵、及號稱60万兵員，组成一支在数量上與装备上都是压倒后金的大军，這幾乎是明朝当时對外戰爭所能動員的最大極限。
兵部尚书薛三才请饷奏疏軍糧欠缺，現存國庫不足以發動此戰。明神宗不肯动用内帑，只好從户部尚书李汝华奏，加派辽饷。及後明神宗只撥内帑10萬。

### 雙方兵力
明軍兵力概況：
宣府、大同、山西三镇，各發精骑一万，共约三万人；
延绥、宁夏、甘肃、固原四处，各发兵精骑六千，共约两万五千人；
四川、廣東、山東、陝西、北直隸、南直隸，各发步骑兵五七千不等，共约两万人；
浙江发善战步兵四千；
永顺、保靖、石州各处土司兵，河东西土兵，数量各二三千不等，共约七千人；
明军總數約八万八千人。與盟友海西女真叶赫部軍一万人，朝鲜軍一万三千人，总计十一万多人，号称四十七万。
明末时卫所制已經名存实亡，已經轉為募兵制，每次戰役军队都调自全國各地，主力通常都是来自九边重镇、四川和浙江。
九边重镇主要以骑兵为主，除了辽东、延绥、宁夏等藩鎮經常與蒙古作戰以外，其餘边镇皆久无战事，使军队战斗力一般。九边重镇有為數不少的“跳荡铁骑”。騎兵配有大量的火器。其中车营由炮兵部队和骑兵部队构成。炮兵部队配有火炮射程远、威力大的各種火炮，如大将军炮、虎蹲炮、佛朗机炮等。隶属车营的骑兵部队备有火铳。但明军由于采取车骑合营的编制，并无独立骑兵部队，導致其机动性远不如后金的骑兵部队。
四川播州之役起，西南大小战事不断，使川军积累丰富作战经验，由其以步兵尤其善于山地和攻坚作战。浙军主要是由名将戚继光缔造的军队，時常與倭寇作战，加上戚继光的军事训练，使因而浙军有優良的战术修养，曾於万历援朝戰爭中打敗日本小西行長而攻克平壤的战斗中留下顯赫的名聲。明军的步营配备大量仿制自歐洲各國及鄂圖曼帝國鸟铳和多管仿制日式火绳枪。同時步、騎兵也配备了相當数量的冷兵器，如弓箭、刀枪等。但是由于过于依赖火器的中远距离打击，致使埋身肉搏作戰多數都是不堪一擊。
後金兵力概況：
後金軍共分為八旗，每旗完整建制为七千五百人左右，八旗合共总數约为六万人（還未計算能夠參與作戰之奴隸民夫）。全部都由努尔哈赤与他的子侄们统率，由如努尔哈赤家族的亲兵，因而有超强的组织力和凝聚力。加上战术组织严密，在努尔哈赤长达三十余年统一女真的征程中积累了丰富的作战经验，并且一直保持着高昂的士气。成為當時世界冷兵器时代最后一支强大的军队。
整體來說，明軍人數、武器、裝備比後金軍有優勢，但是戰鬥力、機動力和士氣皆在後金軍之下。

### 雙方戰略與戰術計劃
明军定議定四路進兵，直搗赫圖阿拉。四路分別為：
西路军，即抚顺路，以山海关总兵官杜松为主将，率保定總兵王宣、原任總兵趙夢麟、經略標下右翼營管遊擊事都司劉遇節、原任參將柴國棟、原任遊擊王浩、原任遊擊張大紀、原任遊擊楊欽、原任遊擊汪海龍、管撫順遊擊事備禦楊汝達、原任參將龔念遂、原任參將李希泌等以下宣府、大同、山東、陕西官兵三万余人，以分巡兵备副使张铨为监军，由沈阳出抚顺关，沿浑河右岸（北岸），入苏克素浒河谷，从西面进攻赫图阿拉城。為主力軍隊。
南路军，即清河路，以辽东总兵官李如柏为主将，管遼陽副總兵事參將賀世賢、經略標下左一營管遊擊事都司張應昌、管義州參將事副總兵李懷忠、總鎮坐營遊擊戴裕光、總鎮右翼營管遊擊事都司馮應魁、武靖營遊擊尤世功、西平備禦徐成名、加銜都司李克泰、原任遊擊吳貢卿、原任遊擊于守志、原任遊擊張昌胤、等以下辽东邊防和京营官兵二万余人，以守兵備參議閻鳴泰为监军，推官郑之范为赞理，由清河出鸦鹘关，从南面进攻赫图阿拉城。作為支援各路的軍隊。
北路军，即开原路，以原任開原总兵官马林为主将，開原管副總兵事遊擊麻巖、管海州參將事遊擊丁碧、遊擊葛世鳳、管新兵右營原任遊擊趙啟禎、管新兵中營原任參將李應選、原任守備江萬春、鐵嶺遊擊鄭國良、慶雲管遊擊事都司竇永澄及馬燃、馬熠等以下真定、保定、河北、山东等官兵二万余人，暨叶赫部貝勒金台石、布揚古盟军一万余人，以開原兵備道檢事潘宗颜为监军，岫岩通判董爾礪为赞理。靖安堡出發，趋开原、铁岭，从北面进攻赫图阿拉城。為次要主力的軍隊。
东路军，即宽甸路，以遼陽总兵官刘綎为主将，管寬奠遊擊事都司祖天定、南京陸營都司姚國輔、山東管都司事周文、原任副總兵江萬化、靉陽守備徐九思、淅兵管備禦周翼明、管鎮江遊擊事都司喬一琦、同知黃宗周為贊理、海蓋兵備副使康應乾為監軍與劉招孫等四川、湖南、湖北、浙江、福建等南方官兵一万余人，会合朝鲜军朝鲜派出由朝鮮都元帥議政府左參贊姜弘立、中軍官原任節度使李繼先、總領大將副元帥平安道節度使金景瑞、中軍官虞侯安汝訥、分領邊禆防禦使文希聖、左助防將金應河、右助防將李一元等率領一万三千人。從宽甸堡路由涼马佃出發，从东面进攻赫图阿拉城。作為佯攻的疑兵軍隊。
又以總兵官官秉忠、遼東部司張承基、柴国柱等部駐守遼陽，作為機動；李光榮率軍駐廣寧保障後方；副總兵竇承武駐前屯監視蒙古各部；以管屯都司王绍勳总管运输粮草辎重。楊鎬本人則坐鎮瀋陽，居中指揮。時杨镐奏上“擒奴赏格”經兵部尚书黄嘉善复奏，明神宗批准，颁示天下。赏格规定：擒斩努尔哈赤者赏银10,000两，升都指挥使；擒斩其八大贝勒者赏银2,000两，升指挥使；李永芳、佟养性等叛将，若能俘献努尔哈赤，可以免死。又詔令叶赫贝勒金台石、布扬古若能擒斩努尔哈赤，将给与建州敕书并封龙虎将军、散阶正二品。若擒斬其餘努尔哈赤的十二亲属伯叔弟侄，及其中军、前锋、领兵大头目、亲信领兵中外用事小头目等，一律重赏並且封授世职。
杨镐遣后金逃兵帶书信给努尔哈赤，聲称明朝集結天兵四十七万，并以发兵日期萬曆四十七年二月二十一日相告，企圖威嚇努爾哈赤及後金上下。但此舉卻使明军尚未出动，其部署和师期皆被后金掌握，反使後金軍早作準備，努尔哈赤聽從明朝叛將李永芳獻計「憑爾幾路來，我只一路去」的方針，集中兵力、以攻為守、逐個擊破，以多戰少。

## 战争过程
原定于萬曆四十七年三月二十一日（1619年）出師，但是因為此役明朝四方调兵，使辽东军饷骤增三百万两銀錢，明朝上下皆認為是此役是一場速戰速決，十日內便能打敗後金，加上当时明朝财政状况不佳，戰爭是一個沉重的负担，所以不敢冒著破產的風險。所以明朝虽有内帑积储数百万两，明神宗與內閣等都不肯拨发。於是內閣大学士方从哲、兵部尚书黄嘉善、兵科给事中赵兴邦等廷臣唯恐师老饷匮，不断发出兵部红色令旗，督促杨镐尽快出兵。於是杨镐決定提前於二月二十一日出征。但時因天降大雪，行军困难。马林向楊鎬勸諫“王师当出万全，宜并兵一路，鼓行而前，执取罪人，倾其巢穴。”刘綎則提出地形未谙、大雪迷路，应推后进军的日期，同时也对军隊的战力質疑，並且要求調集其手下川軍三萬，可惜兵部只准許調集五千川軍。杜松亦认为朝廷兵饷不足，士卒久未训练，各营彼此又不熟悉，将领之间的关系也不协调，根本就未能大规模兴兵。但是杨镐皆置之不理，最後決定於二月二十五日出師，斬抚顺逃将白云龙作祭旗。四路明軍同時由遼陽教場分道出征。

### 先敗杜松

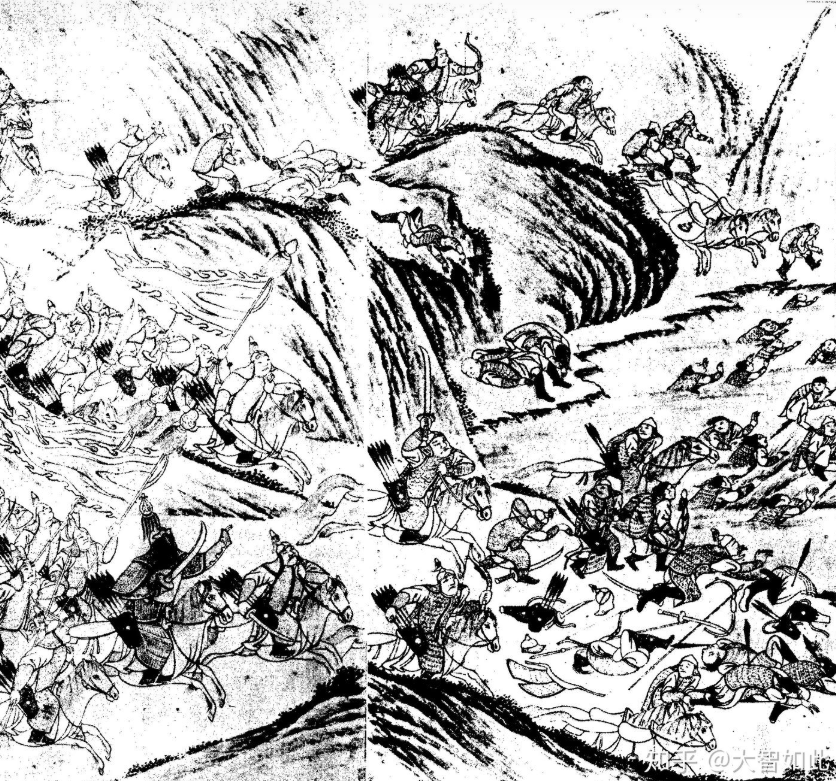
《滿洲實錄》 卷五 天命四年 二月 太祖破杜松營

二月二十八日，時西路軍杜松，從瀋陽出發，到撫順關稍作休息，杜松為搶頭功心切，於是星夜列炬，一日內冒雪急行百餘里，二月二十九日直抵浑河岸，此時杜松得知后金兵約一萬五千人正於铁背山上的界凡城修筑防御，企图阻挡明军前进。因界凡城形势险要，是后金都城赫图阿拉的咽喉要塞，战略位置十分重要。界凡城北，便是浑河东岸的吉林崖，为界凡第一险要之处，界凡城南为扎喀关，为界凡另一处险要之地，扎喀关旁苏子河对岸是萨尔浒山。皆距后金都城赫图阿拉只有百余里。過了界凡之後便是一马平川、无险可守。因此界凡地位極度重要，於是杜松便將大军兵分二处，分两万人於萨尔浒山（今抚顺大伙房水库一帶）麓扎营，杜松親率轻装一万人渡过浑河，进攻界凡城下以北的吉林崖。但是此時杜松只知后金军在界凡城上防御的情报，却未得知后金已經向界凡方向大规模调动军隊，注下敗亡之禍。
三月初一早上，杜松不聽總兵趙夢麟勸等眾將勸諫休整，反而強命渡河，其部参将龚念遂等因辎重营渡河困难，被遺留在大军之后，屯於斡浑鄂谟，結果杜松軍只能轻装渡河，留下大量火炮等重型火器。杜松軍渡河間，努尔哈赤於浑河上游毀坝放水，時河水陡涨，明軍被水淹死者甚多，致兵伤马毙，锐气大挫。杜松軍渡河後連破兩個後金小兵寨，只俘獲十四名後金兵。杜松以全軍攻打吉林崖。午時後，后金军已經到达界凡城南的扎喀关，二貝勒代善下令进军至毗邻界凡的铁背山。此时攻打吉林崖的明军也看到大批的後金军隊陆续到达，但杜松已无法改变戰略。无论自己率领的一万明军渡河往到萨尔浒大营会合，还是令对岸的二万明军渡河到吉林崖山下會合，都必定在渡河時被後金军阻击，于是杜松便令继续强攻打吉林崖。后金方面眼看要抵挡不住，代善命一千精兵火速增援吉林崖。明军虽有火器之利，却也一直未能攻下。
時努爾哈赤率軍亦率軍趕到，並认为申时已到天色漸晚，於是命左翼四旗兵先击萨尔浒之明軍，破萨尔浒後，進攻吉林崖的明軍自必动摇。后再加一旗的兵力，合共五旗三万七千骑兵，以绝对优势的兵力攻向萨尔浒明軍大營。
萨尔浒大营由总兵王宣、赵梦璘等統率抵擋後金兵的奋力冲击，最後因後金軍多，明軍不能抵擋，結果萨尔浒明军大营被攻破，明軍爭相逃命，結果全部潰滅，王宣、赵梦麟戰死。逃走的明軍最後到達力阿哈時被後金軍追上，亦被全部殺死。時吉林崖杜松軍看見萨尔浒大營被攻破后，军心早已动摇。此時，後金軍將攻打萨尔浒的兵力與同部署在吉林崖的兵力汇聚，吉林崖上的後金軍亦蜂擁而下合攻杜松军。杜松亲率官兵奮戰。但是後金軍已經盡佔河畔、莽林、山麓与谷地，以数倍于杜松的兵力将明军包围。戰至夜晚，明军点燃火炬，从明击暗，反讓後金军能夠从暗击明，使明軍死傷慘重。杜松被後金貝勒賴慕布射殺。參將柴國棟、遊擊王浩、張大紀 、遊擊楊欽、汪海龍、和管撫順遊擊事備禦楊汝達也战死。明西路大军全军覆没。經略標下右翼營管遊擊事都司劉遇節率殘兵逃脫。监军张铨被俘，誓死不降，被處死。此時於屯於斡浑鄂谟的龚念遂會合北路軍馬林欲往救杜松。

### 再破馬林

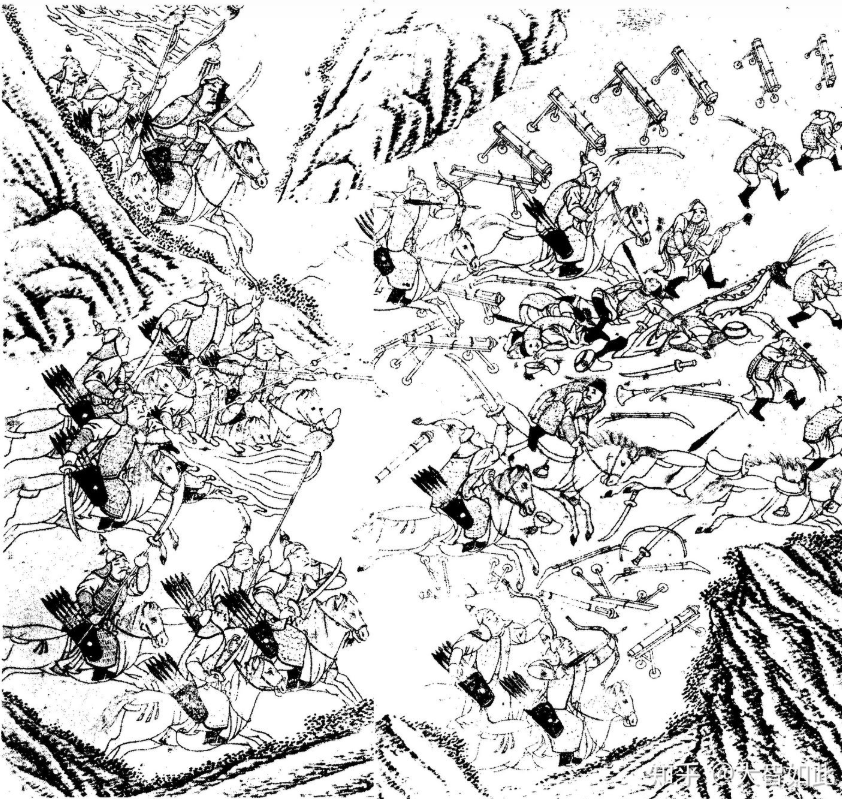
《滿洲實錄》 卷五 天命四年 二月 太祖破馬林營

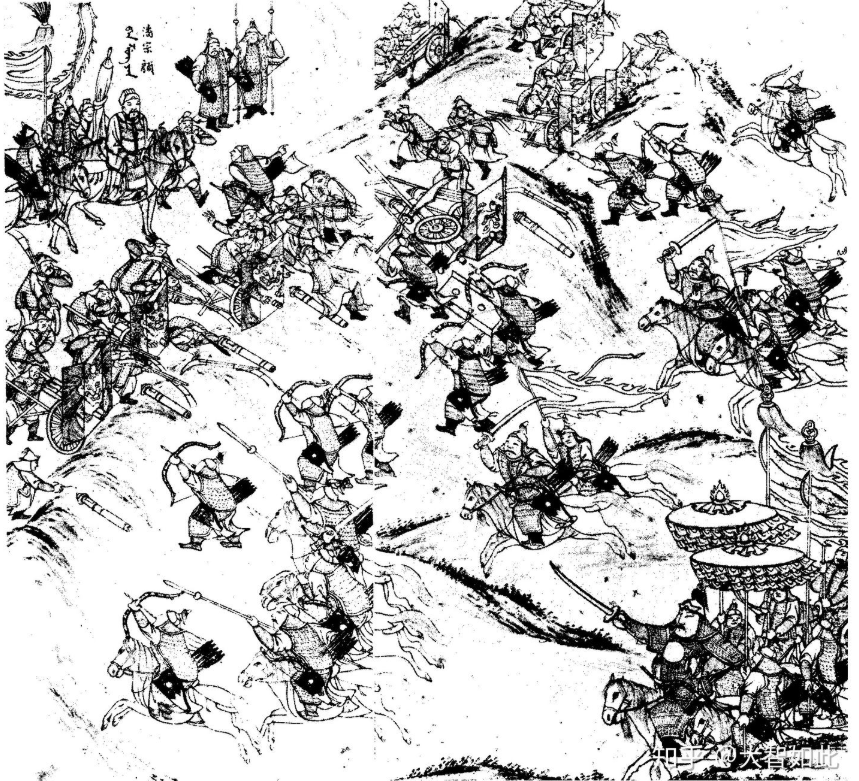
《滿洲實錄》 卷五 天命四年 二月 太祖破潘宗顏營

北路軍马林從二月二十八日經三岔儿堡出發，二月二十九日得知西路杜松軍一馬當先，马林便急命進軍，以免應援不及，被定師出失期之罪。三月初一率军到了尚间崖，三月初二得到西路杜松军戰敗，北路軍大驚。馬林不聽潘宗顏等諸將的建議，一意孤行要把军队一分为三，轉攻為守。马林主营退守在萨尔浒西北三十余里富勒哈山的尚间崖，命潘宗颜等驻守斐芬山，用战车围起来挖了战壕。派參將李希泌率軍援助留駐於斡浑鄂谟湖的西路軍杜松辎重营的龚念遂部，三軍成犄角之勢，嚴營堅守，期望能抵住後金兵的進攻和等待葉赫軍到來援助。三月初三清晨，時努爾哈赤破杜松後，後金軍三倍於馬林軍的兵力往攻馬林，見明軍亦是分兵立營，於是決定各個擊破。努尔哈赤亲自與後金四貝勒皇太极先攻龔念遂營。圍潘宗顏營，使之不能往救，結果龔念遂營被突破。參將龔念遂、李希泌戰死。其餘戰死者還有千总张天祚、颜天佑、王弘化和把总雷应龙、丘起凤、刘友才、于景柱、杨朝武、代运旺等等，全營5,000人敗歿。努爾哈赤轉往攻打尚間崖馬林大營。
位於尚间崖的马林营防守严整。努尔哈赤便命令莽古泰與阿敏率軍冲向马林营。马林迅速令開原管副總兵事遊擊麻巖、游击丁碧、葛世凤等為前陣等抵擋，以管铁岭游击事都司郑国良及麾下中军赵廷兰、千总麻进忠、魏相、把总：姚守冠、曹文烈、赵奎等负责防守，马林在后押阵，命营中明军发鸟枪、放巨炮。後金軍蜂擁而上，與前部明軍接戰，两军酣战之际，魏相、姚守冠戰死，马林得知龔念遂營已破，犄角之勢已失，大懼，加上後金軍已殺入後營，管新兵中營原任參將李應選、守备马熬、朱邦孝及千总杨一科、李鹤、把总江应聘、陈国王、齐和等先後戰死。馬林眼見形勢不妙，於是乘亂率親兵數千突圍逃回開原。
北路军見主帅失蹤，以為主帥馬林已經戰死，以致軍心浮亂，開始四面溃散，葛世凤與管新兵右營原任遊擊趙啟禎及麾下中军胡邦奇；千总阎有功、郑国忠、高良玉；把总赵镇、李之中、朱万与、陆进忠等死於陣中。時鄭國良與曹文烈、麻巖、丁碧等於亂軍中匯聚，大殺半日卻未能打退後金兵。最終，麻岩與鄭國良、曹文烈及麾下中军周大盛；千总程廉、王仲贤、冷载裳、麻实、麻进忠；把总打代、赵仲举、腮介哈监代、李尚仁；督阵应袭：曹秉忠、万人英、胡国弼、周大受、李天复、孙冲良、伯言兔，杂流官：褚道宗、王溥、梁世勋、李应杰等和丁碧麾下中军祝世泰；千总盖禄、丁堂；红旗官魏国勋等全营皆歿，唯獨丁碧死戰得脫，逃回開原。馬林所统阵亡者还有管坐营、詹国绎；千总杜福、王国印、李日篁、张桂；把总天台、哑汗兔、猛克虎、魏思贤、库承恩、尚民雄、王应乾、单秉德、马灼、馬熠、杨登科、李毓药、王怀智、刘尚胤、王效忠。另据马林次子马炤奏报朝廷，战死者还有马林长子百戶馬燃、祁煌等11人。
後金軍便急往被攻打中的潘宗顏營，潘宗顏與慶雲管遊擊事都司竇永澄等指揮火銃、大炮抵擋，並且「奮呼衝擊，膽氣彌厲。」善用火器的優勢，使後金軍傷亡慘重。努爾哈赤將攻下尚間崖馬林營後的兵匯聚，將潘宗顏營重重包圍，攻勢猛烈，最後明軍寡不敵眾，潘宗顏亦中箭身死，其死時「骨糜肢爛，慘不忍睹」，守备江万春、黄瑷及麾下千总陈玉、王学雄；把总常因泰、何印、王琯、陈一元等抵擋後金兵不住陣亡。竇永澄與中军李维桢、千总刁国瑞、把总康世泰等於陣中殉国。贊理為岫岩通判董爾礪與中军董引、答应官熊惟英、应袭李渐茂、王纳荐；经略督阵红旗原任守备郭之翰、监军察院督阵指挥刘兴周、招降官伊汤聘等最後亦抵敌不住戰死。另外戰死者還有招降官管鸣宫、执旗官康民望、丁继盛等。
後金軍於傷亡甚多的情況下終於將裴芬山攻佔，明朝北路軍全軍覆沒。時葉赫部首領金台吉、布揚古领兵进至中固城（今辽宁省开原县中固村），聞明軍大敗而退走。努爾哈赤收軍回赫圖阿拉休整，並且大肆慶祝勝利，處死明軍降卒。

### 殲滅劉鋌

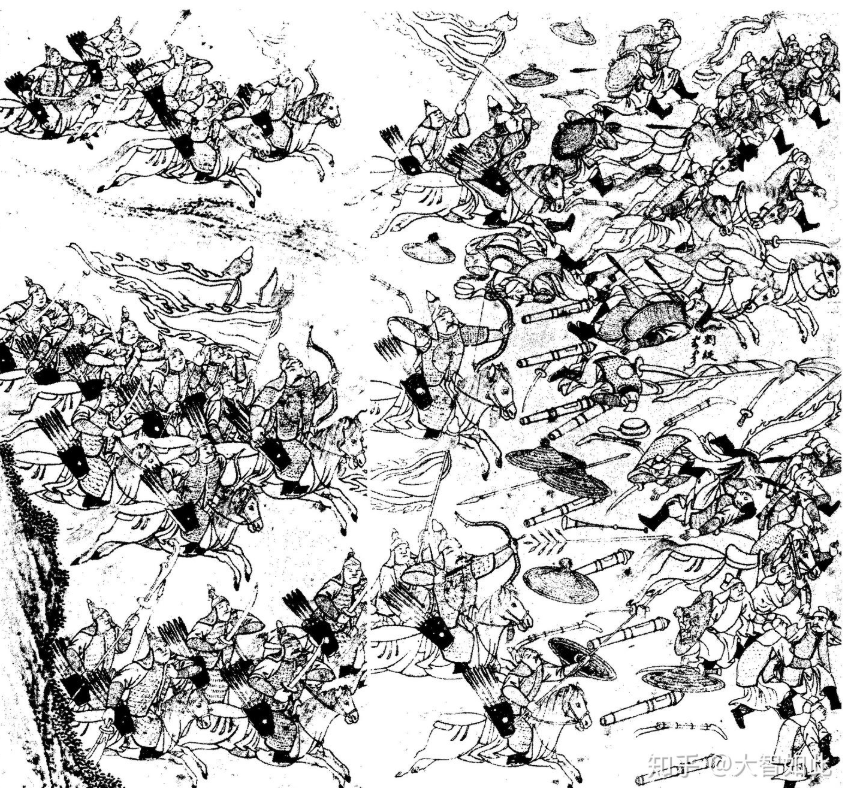
《滿洲實錄》 卷五 天命四年 二月 四王破劉綎營

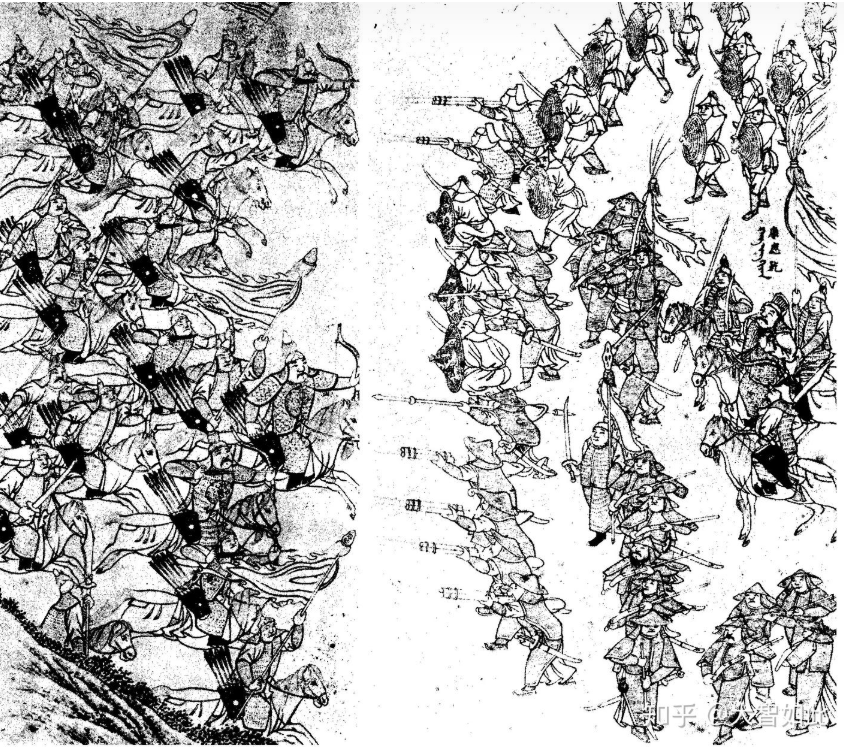
《滿洲實錄》 卷五 天命四年 二月 諸王破康應乾營

時東路軍以總兵劉綎會同朝鮮國都元帥姜弘立等統率的一萬三千人，從東面寬甸堡進攻赫圖阿拉。劉綎因為於萬曆援朝之役中與楊鎬結怨，結果被派往東路，並且器械龃龉，又无大炮火器，兵弱將寡，為四路中最弱的一支，皆為楊鎬刻意安排，並安排親信二人監察劉鋌，欲置劉鋌於死地。若劉鋌短留，即時奪取兵權，由楊鎬親自指揮。並且因為東路劉鋌軍孤軍深入，所以全然不知西路杜松軍和北路馬林軍已經敗沒的消息。由于東路軍是佯攻，因而要早西路明军及北路明军於二月二十五日出师。
東路劉綎軍自宽甸出塞后，过涼马佃。時風雪大作、大樹塞道使得道路難通，東路軍多數由南方士兵組成，未能适应辽东严酷气候，加上孤军深入，粮草也渐渐未能及时供给，以致而东路军一直行军缓慢。二月二十八日攻克牛毛寨、马家寨，深入到榛子头，結果軍糧耗尽。直至三月初一軍糧運達，再進軍40餘里至董鄂路，与阻击明军的五百後金军骑兵爆發发生战爭，後金军死伤过半，两员裨将被阵斩，大败溃逃，明軍亦有將領如劉吉龍等戰死。劉綎军继续深入三百多里。終於大雪初停，天气放晴，但仍然十分寒冷，直到三月二日才渡过深河。渡过深河便與後金軍托宝大营激战，東路軍作战十分勇猛，击溃了托宝營。后金死伤两千余人。三月初三。東路劉綎軍已經距赫圖阿拉約七十里，將至阿布達裏岡（今遼寧桓仁滿族自治縣老道溝嶺）。
努爾哈赤先派降顺漢人裝扮成杜松军卒，誘骗刘綎孤軍深入。刘綎唯恐杜松独得头功便急命輕軍前進。阿布达里冈一带地形重峦叠嶂、隘路险夷，刘綎督令兵马单列急进。三月初四凌晨，努尔哈赤再令大贝勒代善、三贝勒莽古尔泰、四贝勒皇太极率领大军四万余人迅速前往东路迎敌。努尔哈赤则率领二萬大军座鎮赫图阿拉防守，以防南路李如柏军的进攻。三月初五，皇太極佔令阿布達裡岡山頂上，從上而下攻打，代善則攻打明軍側翼，劉綎敗退往瓦尔喀什山前時遭达尔汉、阿敏假冒西路杜松軍的後金軍，劉綎誤以為援軍到達，後金兵發動攻擊，明軍猝不及防，兵馬大亂。劉綎敗走至瓦尔喀什之旷野，后金军蜂擁四起，將劉鋌軍包圍，劉鋌死戰厮殺，最終戰死，其義子劉招孫身中數箭而死。管寬奠遊擊事都司祖天定、南京陸營都司姚國輔、山東管都司事周文、原任副總兵江萬化、靉陽守備徐九思、淅兵管備禦周翼明、贊理為同知黃宗周全部陣亡。
後金軍再進擊劉綎餘部與朝鮮軍。管鎮江遊擊事都司喬一琦、海蓋兵備副使康應乾率明軍與朝鮮主帥姜弘立率朝鮮軍於到達富察之野（今遼寧桓仁滿族自治縣富沙河鏵尖子鎮至二戶來鎮一帶），下令軍隊安營。營剛扎下，后金大貝勒代善統領數萬騎兵於富察之野打敗管鎮江遊擊事都司喬一琦、海蓋兵備副使康應乾，康應乾僅以身免逃脫。喬一琦則兵敗，率殘兵奔向朝鮮營。后金軍轉攻朝鮮軍，左助防將金應河戰死，右助防將李一元被擊潰。三月初五，朝鮮都元帥議政府左參贊姜弘立、總領大將副元帥平安道節度使金景瑞、中軍官虞侯安汝訥、分領邊禆防禦使文希聖、及中軍官原任節度使李繼先戰敗投降。而明軍將領喬一琦亦走投無路，留下遺書，投崖而死（一說自縊而死）。東路明軍全軍覆沒。

### 逼退李如柏

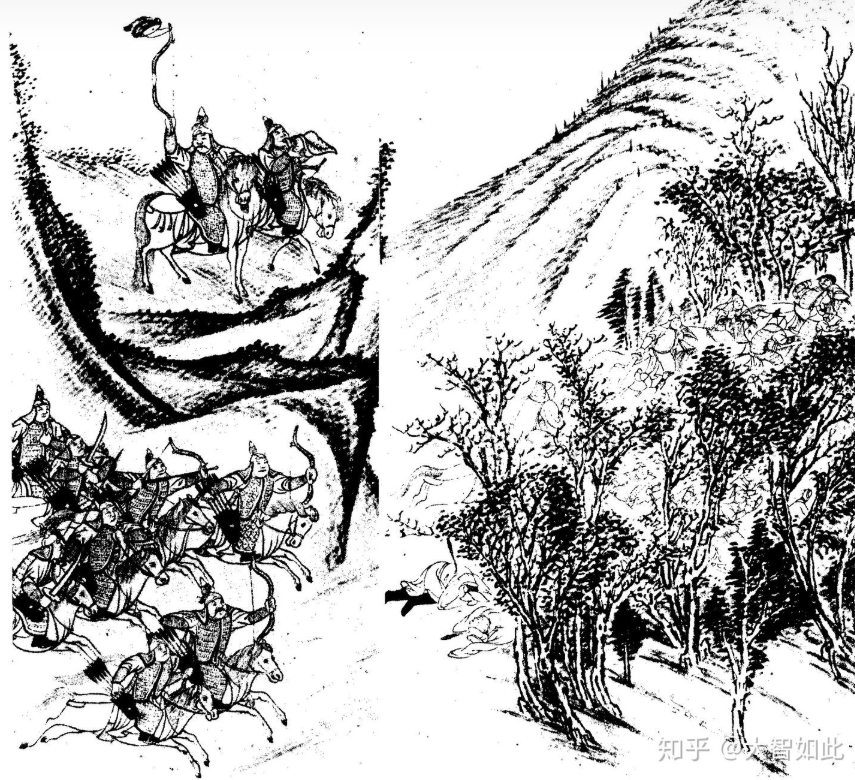
《滿洲實錄》 卷五 天命四年 二月 李如柏驚走呼蘭

時南路軍總兵李如柏率領二萬餘人，出師最晚，於三月初一由清河堡出鴉鶻關，從南面進攻赫圖阿拉，李如柏晚年貪生怕死，亦毫無戰意，所以南路軍進軍緩慢。此時西路杜松軍、北路馬林軍相繼戰敗，李如柏大驚失色，三月四日，副参将贺世贤向李如柏建言火速进军刘鋌会合，拯救東路刘鋌軍。李如柏没有采纳，結果東路刘鋌軍全軍覆沒。三月初六，經略楊鎬急令南路李如柏軍回師。李如柏接令後，急命回軍，並大肆擄掠。遭后金軍偷襲。明軍大亂，奔走相踐，死者千余人。李如柏逃回清河，遭朝廷言官彈劾，因害怕而自杀。楊鎬下獄，崇禎二年（1629年）被處死。

## 後記
此役是明朝與後金在遼東地區進行的一場決定性的會戰，明軍在兵力上有壓倒性優勢，卻因兵力分散，各路聯繫困難，加上將帥不和、用人不當、師期洩漏、叛將通敵和亟欲速戰速決，反而讓敵方有了各個擊破的機會。後金軍以攻為守，集中兵力而以寡擊眾，使明军由战略优势变为战术劣势，四路出师，分兵未合，两双败北。此役改變了遼東的戰略格局，后来明朝虽有王化贞試圖收复失地但遭到挫败，自此渐由攻勢轉為守勢，而後金则渐由守勢轉為攻勢。明朝最後失去大部份遼東都司領土，山海關以外僅餘少部份土地如寧遠、錦州、杏山、塔山等地的關寧錦防綫及日後毛文龍率領的東江軍所收復的鴨綠江口一帶領土，直至甲申之變李闖陷北京，吳三桂引清兵入關為止。明朝傾全國之力，調兵遣將近一年多時間，結果前後不到五天，就在薩爾滸之戰中被努爾哈赤徹底打垮。傷亡四萬五千八百餘人，文武官吏死者達三百一十人，丢失马、骡、駱駝等獸二万八千余匹，损失火器枪炮二万余件，精銳盡失，四路軍中僅南路軍損失較小。國家元氣大傷，財政雪上加霜，再也無力發動大規模戰爭。
朝鮮：朝鮮王朝於光海君時期則採取中立政策，直至後來仁祖反正，改為與明朝聯合，結果先後在1627年和1637年遭到後金及後來滿清二次入侵，最終臣服於滿清，但亦暗中與明朝交往，直至明朝滅亡。
蒙古：蒙古分裂成東、中、西三大部份，東部科爾沁部則結交後金，而中部由林丹汗統治與明朝結交共抗滿清，直至被滿清打敗為止，西部準噶爾部等部落則一直抗爭至康熙、雍正、乾隆年間才被滿清征服。
葉赫：不久被努爾哈赤攻滅，酋長金台吉、布揚古被殺死，餘部俱降建州。
因萨尔浒之战在萨尔浒山取得奠基性的胜利，而受到清朝几代皇帝的景仰与颂咏。仅康熙、乾隆、嘉庆、道光及其臣僚吟颂萨尔浒的诗作就近二十首之多。清乾隆四十一年（1776年），乾隆帝在薩爾滸山西南的山岗之上建立一座《薩爾滸之戰書事碑》，親撰一篇长达三千三百五十余字的碑文，並有詩：“鐵背山頭殲杜松，手麾黃鉞振軍鋒；於今四海無爭戰，留得艱難締造蹤”。

## 軍隊資料
| 單位   | 指揮官 | 兵數估計                                                   |
| ------ | --- | ---------------------------------------------------------- |
| 統帥   | 遼東經略 楊鎬 | 15,000                                                     |
| 西路軍 | 山海關總兵杜松 保定總兵王宣 原任總兵趙夢麟 經略標下右翼營管遊擊事都司劉遇節 原任參將柴國棟 原任遊擊王浩 原任遊擊張大紀 原任遊擊楊欽 原任遊擊汪海龍 管撫順遊擊事備禦楊汝達 原任參將龔念遂 原任參將李希泌 分巡兵备副使张铨（監軍）                                                         | 2,000 5,000 6,000 約2,000 合共約29,000                     |
| 北路軍 | 開原總兵馬林 開原管副總兵事遊擊麻巖 管海州參將事遊擊丁碧 遊擊葛世鳳 管新兵右營原任遊擊趙啟禎 管新兵中營原任參將李應選 原任守備江萬春 贊理為岫岩通判董爾砺 开原道检事潘宗顏 鐵嶺遊擊鄭國良 慶雲管遊擊事都司竇永澄（監葉赫軍）、 馬燃、馬熠                                                | 5,500 約2,000 6,050 約2,000 約500 合共約20,050             |
| 北路軍 | 葉赫部援軍貝勒金台吉、布揚古 | 約10,000 明朝、葉赫合共約30,050                            |
| 東路軍 | 遼陽總兵劉鋌 管寬奠遊擊事都司祖天定 南京陸營都司姚國輔 山東管都司事周文 原任副總兵江萬化 靉陽守備徐九思 淅兵管備禦周翼明 贊理為同知黃宗周 管鎮江遊擊事都司喬一琦（監朝鮮軍） 海蓋兵備副使康應乾 劉招孫                                                                                   | 1,838 約2,000 3,000 1,500 約2,000 約500 1,500 合共約12,338 |
| 東路軍 | 朝鮮都元帥議政府左參贊姜弘立 中軍官原任節度使李繼先 總領大將副元帥平安道節度使金景瑞 中軍官虞侯安汝訥 分領邊禆防禦使文希聖 左助防將金應河 右助防將李一元 | 共約13,000 明朝、朝鮮合共約25,338                          |
| 南路軍 | 遼東總兵李如柏 管遼陽副總兵事參將賀世賢 經略標下左一營管遊擊事都司張應昌 管義州參將事副總兵李懷忠 總鎮坐營遊擊戴裕光 總鎮右翼營管遊擊事都司馮應魁 武靖營遊擊尢世功 西平備禦徐成名 加銜都司李克泰 原任遊擊吳貢卿 原任遊擊于守志 原任遊擊張昌胤 贊理為推官鄭之範 守兵備參議閻鳴泰 （監軍） | 約2,000 約500 約2,000 共約22,500                           |

### 引用
1. ↑  稻叶君山 & 但焘（译） 2008，第95頁
2. 1 2  稻叶君山 & 但焘（译） 2008，第95頁
3. ↑  辽东监军陈王廷御史《查报疏》，后续又有万余残兵逃归
4. ↑  台湾三军大学编 2013，第80頁
5. ↑  《滿語大辭典》，安雙成編，遼寧民族出版社1993年出版，481頁
6. ↑  明史列传第一百四十七中詳細記載當時中國派遣人數明確數字:........明年正月，镐乃会总督汪可受、巡抚周永春、巡按陈王庭等定议，以二月十有一日誓师，二十一日出塞。兵分四道：总兵官马林出开原攻北，杜松出抚顺攻西，李如柏从鸦鹘关出趋清河攻南，东南则以刘綎出宽奠，由凉马佃捣后，而以朝鲜兵助之。号大兵四十七万，期三月二日会二道关并进。天大雪，兵不前，师期泄。松欲立首功，先期渡浑河，进至二道关，伏发，军尽覆。林统开原兵从三岔口出，闻松败，结营自固。大清兵乘高奋击，林不支，遂大败，遁去。
7. ↑  “射程十里，每发可毙敌千人”
8. ↑  “奋战数十余阵，欲图聚占山头，以高临下，不意树林复起伏兵，对垒鏖战，天时昏暮，彼此混杀。”《明史·杜松傳》
9. ↑  《明神宗實錄》
10. ↑  “死者彌山谷，血流尚間崖下，水為之赤。”《明史·馬林傳》
11. ↑  据《明史纪事本末》记载：建州兵假杜將軍旗幟奄至，綎不之備，遂闌入陣，陣亂。綎中流矢，傷左臂。又戰，復傷右臂。綎猶鏖戰不已。自巳至酉，內外斷絕。綎面中一刀胸中一箭，截去半頰，猶左右沖突，手殲數十人而死。
12. ↑  《明史·李如柏傳》記載：“如柏懼，遂自裁。”
13. ↑  《明史·卷259·楊鎬傳》：「言官交章劾鎬，逮下詔獄，論死。崇禎二年伏法。」
14. ↑  来源：抚顺市元帅林文武管理中心网站. . 抚顺市元帅林文武管理中心网站>萨尔浒城. 2008年8月8日  [2008年8月8日]. （原始内容存档于2020年6月16日） （中文（简体））.

### 书籍
- 稻叶君山; 但焘（译）. . 中国社会科学出版社. 2008  [2013-06-12]. ISBN 9787500472087. （原始内容存档于2021-03-11）.
- 台湾三军大学编. . 中信出版社. 2013. ISBN 9787508637112.
- 《清史稿》、《明史》、《满文老档》、《三朝辽事实录》、《满洲实录》、《明通鉴》、《辽事述》、《辽广实录》、《明季北略》、《明史紀事本末》等。

### 廣播劇
- 《中華五千年》530集：薩爾滸之戰

## 外部連結
- 黃一農：〈明末薩爾滸之役的潰敗與西洋大砲的引進〉。